# Carmelo Anthony
Carmelo Anthony (* 29. května 1984, New York, USA) je americký bývalý profesionální basketbalista.V roce 2003 byl vybrán týmem Denver Nuggets jako 3. volba draftu. Hned po vstupu do NBA na sebe výrazně upozornil. Krátce na to se dostal do amerického národního týmu, se kterým v roce 2008 triumfoval na olympijských hrách.
22. února 2011 Anthony přestoupil z Denveru do týmu New York Knicks, byl součástí výměny, která čítala celkem 9 hráčů. V New Yorku Anthony oblékal dres s číslem 7, jeho oblíbené číslo patnáct totiž již bylo týmem vyřazeno.

## Basketbalové začátky

### Dětství
Carmelo Anthony se narodil 29. května 1984 v nechvalně proslulé Newyorské čtvrti Brooklyn, kde se svou rodinou také vyrůstal. Jeho otec zemřel, když byly Carmelovi necelé 2 roky, a tak byl tou osobou, která ho přivedla k basketbalu jeho starší bratr. Brzy po začátku své basketbalové kariéry si Anthony vytvořil velké jméno v celém Brooklynu. Když měl Carmelo necelých 8 let přestěhoval se se svou rodinou do Baltimore v Marylandu, kde záhy začal sbírat úspěchy za svou hru v místním rekreačním centru.

### Střední škola
Středoškolní povinnou docházku Anthony absolvoval na Soukromé katolické škole v Towsonu, kam jej poslala jeho matka. Také zde zdatně pokračoval v hraní basketbalu. S přibývajícím věkem se u něj čím dál tím více projevoval basketbalový talent a jelikož měl veškeré potřebné predispozice pro to, stát se basketbalistou, okamžitě se o něj začali zajímat vyhledávači talentů (tzv. skauti). Po úspěšném absolvování střední školy dostal Anthony šanci vstoupit do NBA. Po dlouhém rozhodování se ale rozhodl uposlechnout rady své rodiny, která jej od tohoto činu odrazovala, a nabídku prozatím odmítl.

### Univerzita
Po odmítnutí prvotní nabídky z NBA se Anthony rozhodl přihlásit na univerzitu v Syracuse. Důvod tohoto, na první pohled nesmyslného, činu byl jednoduchý - Carmelo si přál svůj nástup do NBA nikterak neuspěchat a pomalu basketbalově dozrávat na univerzitě. Tato volba se již po necelém roce ukázala být tou pravou. Anthony prakticky sám dovedl svůj tým Syracuse Orange k jeho historicky prvnímu titulu v americké univerzitní lize NCAA. V NCAA se díky skvělým výkonům Anthony okamžitě stal opravdovou superhvězdou. V téže roce mu také byla udělena trofej pro nejužitečnějšího hráče celé soutěže a jeho vstup do NBA začínal nabírat reálnějších rozměrů...

## Kariéra v NBA

### Denver Nuggets (2003 - 2011)
V Denveru strávil Anthony dlouhých osm let během kterých zažil mnoho úspěšných momentů, ale na úspěch z největších, a sice trofej pro vítěze NBA, čekal marně. Kapitola jeho života s nápisem Denver Nuggets se definitivně uzavřela dne 22. února 2011, kdy přestoupil do týmu New York Knicks. Tato životní etapa je sice už jen minulostí, ale přesto stojí za krátké připomenutí.

#### Roky 2003 - 2006
Období zahrnuje sezóny:
- 2003-04
- 2004-05
- 2005-06

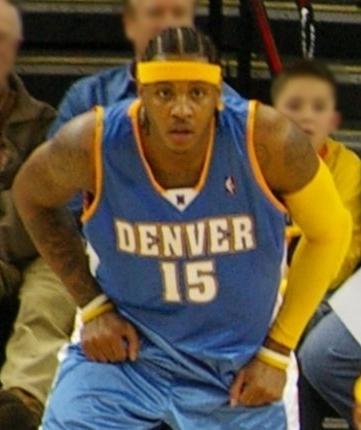
Anthony v zápase proti Golden State Warriors během sezóny 2005-06

Již během své první sezóny se Anthony přičinil v NBA o rozruch, získal všech šest trofejí pro nováčka měsíce a se svým průměrem přes 20 bodů na zápas všem pochybovačům vyrazil dech.
Jeho druhá sezóna se nesla v podobném rytmu, a tak se již dne 4. prosince 2004, v zápase proti Miami Heat, dočkal bodu s pořadovým číslem 2 000. To však od Anthonyho ani zdaleka nebylo vše, již v následující sezóně se osobní statistiky přepisovaly znovu, 17. března 2006 si totiž připsal již svůj 5 000 bod.. Jeho kariéra v nejprestižnější basketbalové lize světa tedy zažívala vskutku raketový nástup.

#### Roky 2006 - 2009
Období zahrnuje sezóny:
- 2006-07
- 2007-08
- 2008-09

Sezóna 2006–07, začínaje automobilovou nehodou a konče jeho prvním triple-doublem v kariéře, byla v Anthonyho podání pozoruhodná. Během tohoto ročníku dosáhl průměru 28,9 bodu na zápas, čímž si stanovil nové prozatímní maximum. Tento bodový příděl zůstal v Anthonyho statistikách i pro další dvě sezóny, ve kterých svůj rekord překonat nedokázal.
V sezónách 2007–08 a 2008–09 Denver opět patřil k nejlepším týmům NBA, ale vždy ztroskotal v rozhodující části sezóny, playoff. Za zmínku určitě stojí Anthonyho účasti v prestižní All Star Game. Pravidelné pozvánky do každoročního Utkání hvězd ukázaly, že se Melo již plně zapsal mezi stálice NBA.

#### Roky 2009 - 2011
Období zahrnuje sezóny:
- 2009-10
- 2010-11

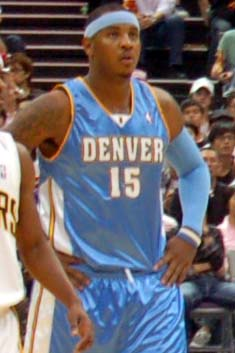
Anthony v předsezónním zápase proti týmu Indiana Pacers na Tchaj-wanu

Předposlední sezóna Carmela Anthonyho v dresu Nuggets (a také poslední úplná) nabídla výmluvný obrázek o každoročním účinkování Denveru v NBA. Tým opět patřil k nejlepším v základní části, k čemuž Melo opět přispěl skvělými výkony, ale s playoff se, jako každoročně, tým loučil až příliš brzy. Konkrétně po prohře v 1. kole playoff v poměru 4:2 na zápasy s týmem Utah Jazz. V této sérii Anthony zaznamenal svůj vůbec nejlepší výkon ve vyřazovací části, když se v prvním zápase série podílel na výhře Nuggets 42 body.
Tento fakt ovšem nic neměnil na poněkud rychlém konci sezóny pro ambiciózní celek z Denveru, a tak se poprvé začalo nahlas mluvit o Melově případném odchodu z týmu. K nejžhavějším adeptům na zisk této superhvězdy se hned od začátku řadily 2 týmy, a sice Brooklyn Nets a New York Knicks.
To, co se před začátkem sezóny 2010–11 jevilo jako nepravděpodobné, se stalo skutečností. Anthony načal, svůj již osmý, ročník opět v dresu Nuggets. I přes neutichající spekulace ohledně své budoucnosti, do kterých sám několikrát promluvil, si dokázal udržet stálou výkonnost. Možná právě díky jeho profesionálnímu postoji k celé věci mu vedení Nuggets vyhovělo a již zmiňovaného dne 22. února 2011 se na vlastní přání stěhoval do New Yorku.

### New York Knicks (2011 - 2017)
Po dlouho avizovaném návratu do rodného města si Anthony odbyl svou premiéru v novém dresu při výhře 114:108 proti týmu Milwaukee Bucks. Na příznivce dnes již svého bývalého týmu ovšem také nezanevřel a krátce po svém odchodu jim za neustálou přízeň zaslal emotivní děkovný dopis na rozloučenou.

## Statistiky

### Legenda
- údaje o doskocích, asistencích, blocích a bodech jsou vždy udávány jako sezónní průměr

### Základní část
| Sezóna  | Tým             | Zápasy | Doskoky* | Asistence* | Bloky* | Body* |
| ------- | --------------- | ------ | -------- | ---------- | ------ | ----- |
| 2003-04 | Denver Nuggets  | 82     | 6,1      | 2,8        | 0,5    | 21,0  |
| 2004-05 | Denver Nuggets  | 75     | 5,7      | 2,6        | 0,4    | 20,8  |
| 2005-06 | Denver Nuggets  | 80     | 4,9      | 2,7        | 0,5    | 26,5  |
| 2006-07 | Denver Nuggets  | 65     | 6,0      | 3,8        | 0,3    | 28,9  |
| 2007-08 | Denver Nuggets  | 77     | 7,4      | 3,4        | 0,5    | 25,7  |
| 2008-09 | Denver Nuggets  | 66     | 6,8      | 3,4        | 0,4    | 22,8  |
| 2009-10 | Denver Nuggets  | 69     | 6,6      | 3,2        | 0,4    | 28,2  |
| 2010-11 | Denver Nuggets  | 50     | 7,6      | 2,8        | 0,6    | 25,2  |
| 2010-11 | New York Knicks | 27     | 6,7      | 3,0        | 0,6    | 26,3  |
| 2011-12 | New York Knicks | 55     | 6,3      | 3,6        | 0,4    | 22,6  |
| 2012-13 | New York Knicks | 26     | 6,3      | 2,0        | 0,5    | 28,9  |
| 2016-17 | New York Knicks | 51     | 5,1      | 1,3        | 0,1    | 20,1  |
| Kariéra |                 | 672    | 6,3      | 3,1        | 0,5    | 24,8  |

### Play off
| Sezóna  | Tým             | Zápasy | Doskoky* | Asistence* | Bloky* | Body* |
| ------- | --------------- | ------ | -------- | ---------- | ------ | ----- |
| 2003-04 | Denver Nuggets  | 4      | 8,3      | 2,8        | 0      | 15,0  |
| 2004-05 | Denver Nuggets  | 5      | 5,4      | 2,0        | 0,2    | 19,2  |
| 2005-06 | Denver Nuggets  | 5      | 6,6      | 2,8        | 0,2    | 21,0  |
| 2006-07 | Denver Nuggets  | 5      | 8,6      | 1,2        | 0      | 26,9  |
| 2007-08 | Denver Nuggets  | 4      | 9,5      | 2,0        | 0,2    | 22,5  |
| 2008-09 | Denver Nuggets  | 16     | 5,8      | 4,1        | 0,6    | 27,2  |
| 2009-10 | Denver Nuggets  | 6      | 8,5      | 3,2        | 0,5    | 30,7  |
| 2010-11 | New York Knicks | 4      | 10,3     | 4,8        | 0,8    | 26,0  |
| 2011-12 | New York Knicks | 4      | 8,3      | 2,5        | 0,2    | 26,0  |
| Kariéra |                 | 53     | 7,4      | 3,1        | 0,4    | 24,8  |

## Reprezentace
Za americkou reprezentaci nastoupil na mistrovství světa v basketbalu mužů 2006 (třetí místo) a čtyřech olympiádách: v roce 2004 získal bronz a v letech 2008, 2012 a 2016 tři vítězství v řadě. Je také historicky nejlepším střelcem týmu USA na olympijských hrách.